# Eduard Skorniakov
Eduard Mijáilovich Skorniakov –en ruso, Эдуард Михайлович Скорняков– (Madona, URSS, 16 de octubre de 1980) es un deportista ruso que compitió en vela en la clase Finn. Ganó una medalla de oro en el Campeonato Europeo de Finn de 2007.

## Palmarés internacional
| \| Campeonato Europeo \| Campeonato Europeo \| Campeonato Europeo \| Campeonato Europeo \| \| Año \| Lugar \| Medalla \| Clase \| \| ------------------ \| ---------------------- \| ------------------ \| ------------------ \| \| 2007 \| Balatonfüred (Hungría) \| Medalla de oro \| Finn \| |                        |                |       |
| Campeonato Europeo |                        |                |       |
| Año | Lugar                  | Medalla        | Clase |
| 2007 | Balatonfüred (Hungría) | Medalla de oro | Finn  |